# Коротич (платформа)
Коро́тич — пасажирський залізничний зупинний пункт Харківської дирекції Південної залізниці Полтавського напрямку між зупинними пунктами Рай-Оленівка та Водяне. Розташований у однойменному селищі Коротич.
Відстань до станції Харків-Пасажирський — 16 км.
На мапах РККА позначався, як зупинний пункт «Березівські мінеральні води».

## Пасажирське сполучення
На зупинному пункті зупиняються приміські електропоїзди до станцій Харків-Пасажирський, Люботин, Мерчик, Огульці.